# Bán đảo Oshika
Bán đảo Oshika (牡鹿半島 Oshika-hantō, cũng đọc là "Ojika") là một bán đảo chĩa theo hướng đông nam vào Thái Bình Dương từ bởi biển tỉnh Miyagi ở đông bắc Honshū, đảo chính của Nhật Bản.
Bán đảo này được người ta tham quan nhiều nhất do nó là cửa ngõ vào đảo thiêng Kinkasan.

## Động đất và sóng thần 2011
Trong đợt động đất và sóng thần Sendai 2011, bán đảo Oshika là khu vực gần nhất của Honshu so với tâm chấn, đảo Kinkasan ở phía đông chỉ gần hơn một tý. Một báo cáo ngày 14 tháng 3 năm 2011 cho thấy có 1000 xác người được phát hiện dạt vào bờ bán đảo này. Trận động đất ngày 11 tháng 3 đã di chuyển bán đảo Oshika 3,5 m về phía tâm chấn và hạ thấp nó 1,2 m, theo thông tin từ Ban quản lý ở Tsukuba. Nhiều xóm nhỏ dọc theo bờ biển của bán đảo, quản lý bởi thành phố Ishinomaki đã bị phá huỷ nặng nề.